# Application monolithe
Pour les articles homonymes, voir monolithe et architecture monolithique.

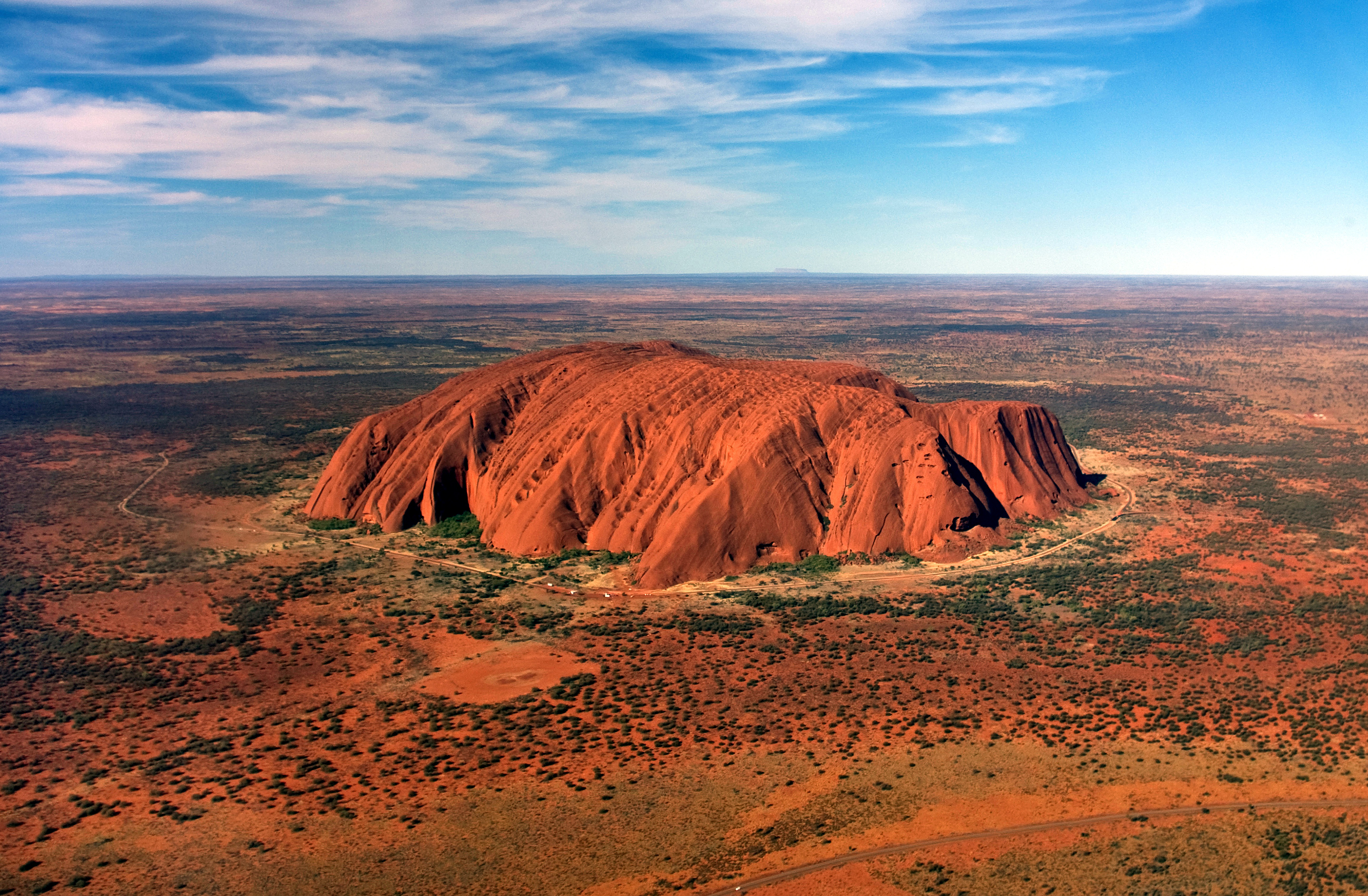
Les applications monolithiques sont analogues aux monolithes comme Uluru, Australie : un seul (mono) gros rocher (lith).

En développement logiciel, une application monolithe ou une architecture monolithe est une application dont l'ensemble du code et des fonctionnalités est implémenté dans un seul programme. Il y a des avantages et des inconvénients à développer des applications dans un style monolithique, suivant les spécifications. Les alternatives à l'architecture monolithique comprennent l'architecture en couches, l'architecture distribuée ou les microservices.